# 民禮
民禮是印度尼西亞北蘇門答臘省之其中一個省轄市，位於省府棉蘭市西邊約二十二公里處。
按2021年當地人口統計，民禮市約有279,302人。大多數人信奉回教。